# Fracture de Maisonneuve

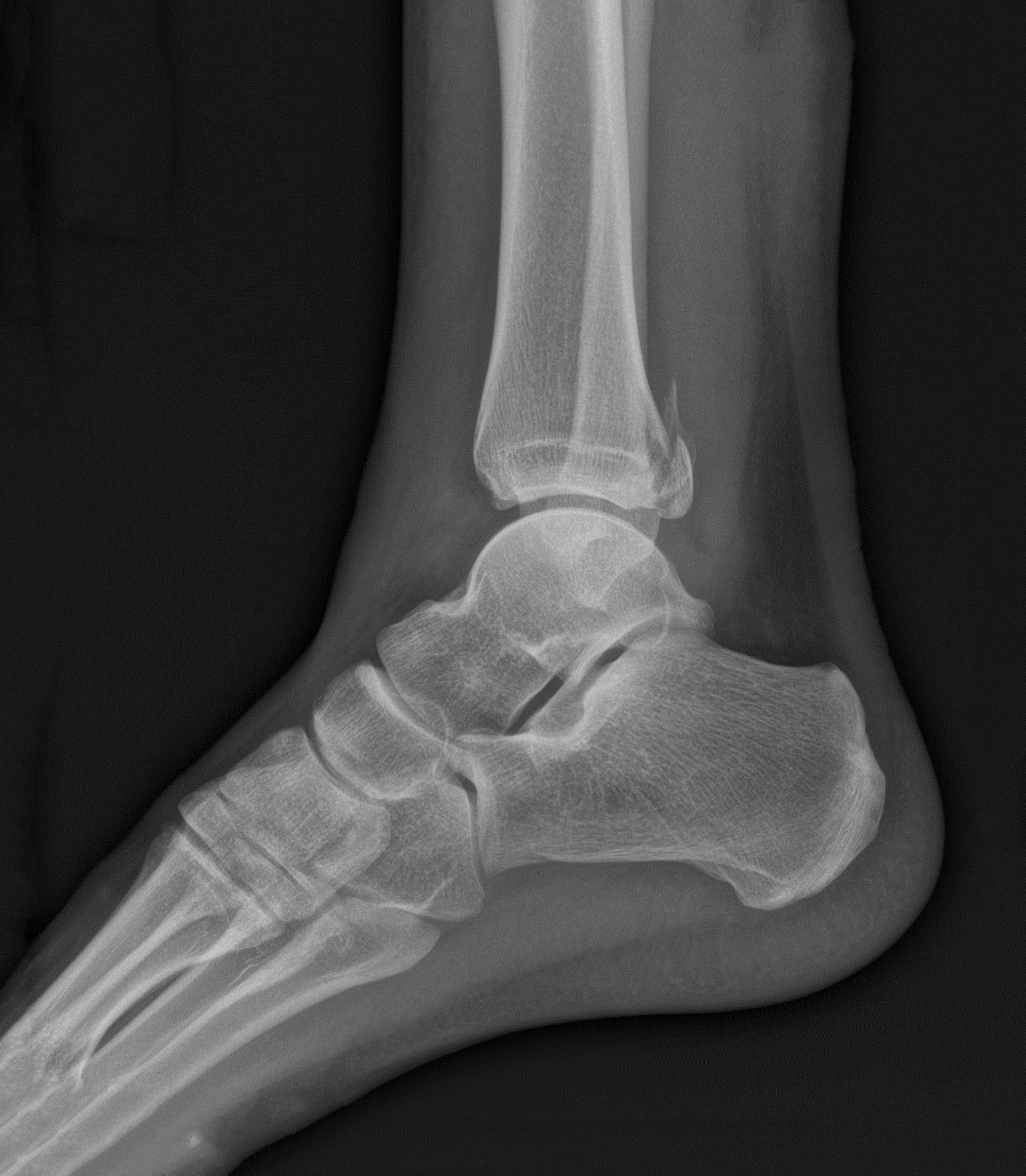
Radiographie d'une fracture de Maisonneuve : détail de la fracture de la malléole interne.

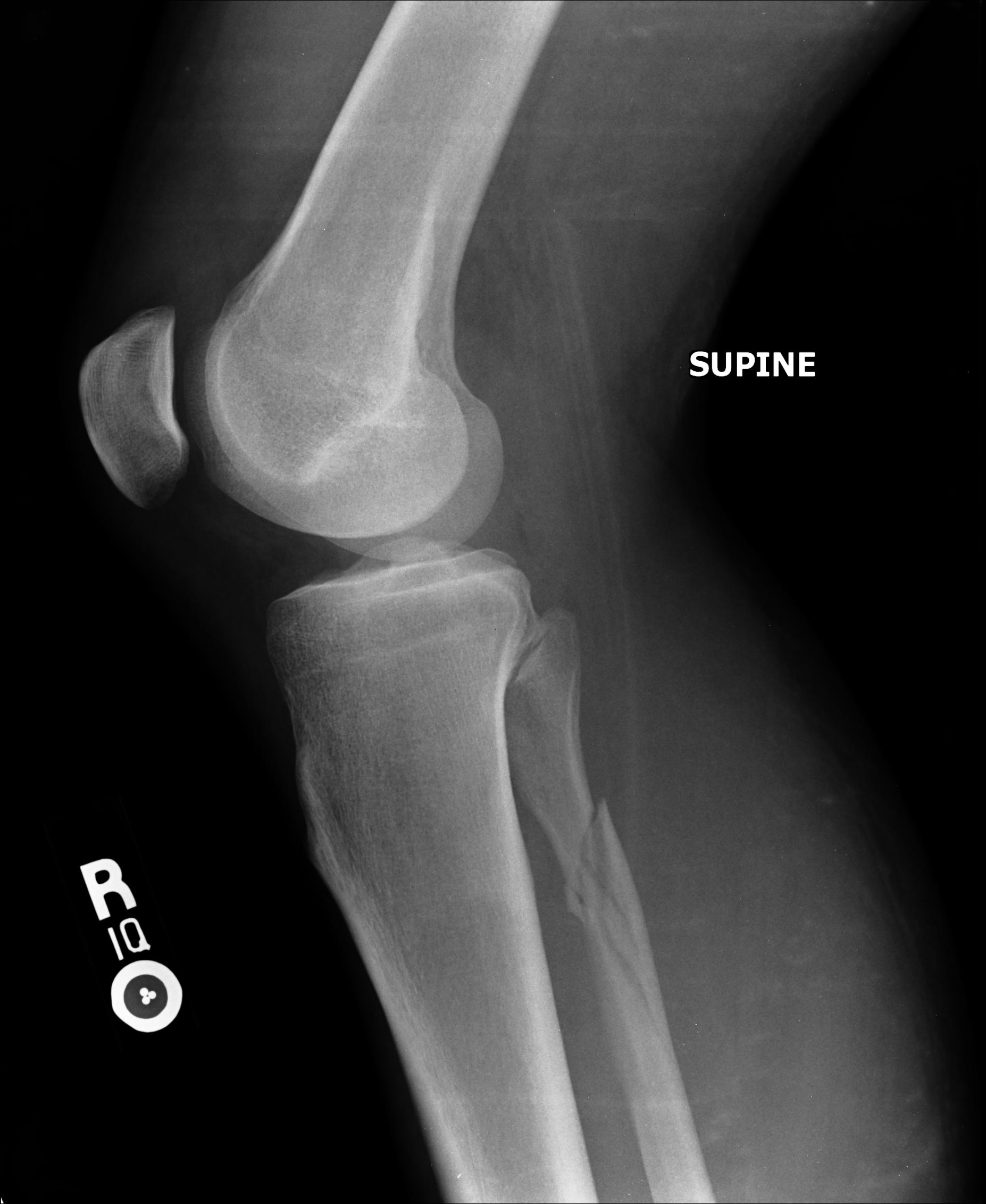
Fracture de Maisonneuve : radiographie du genou montrant la fracture du péroné.

La fracture de Maisonneuve comprend une rupture du ligament deltoïde ou une fracture-avulsion horizontale de la malléole interne, associée à une longue fracture oblique de la fibula (péroné).
La fracture est associée à une déchirure de la partie distale de la syndesmose tibio-fibulaire et de la membrane interosseuse avec parfois une lésion du nerf fibulaire (nerf péronier commun ou nerf sciatique poplité externe) qui passe au niveau du col de la fibula. Cette atteinte du nerf peut entraîner une paralysie de la loge musculaire antérieure de la jambe, d’où l'impossibilité de relever le pied.
La fracture de Maisonneuve est fréquente chez les skieurs et les footballeurs dans les accidents où le pied reste fixé au sol avec rotation externe forcée de la cheville.
Elle est parfois classée dans les fractures bi-malléolaires quoique, dans les fractures sus-ligamentaires hautes, le terme de bi-malléolaire soit discutable puisque la malléole péronière (externe) reste intacte.
Elle a été décrite pour la première fois par le chirurgien français Jules Germain François Maisonneuve (1809-1897).